# Plasmodiidae
Plasmodiidae es una familia de protistas parásitos intraeritrocíticos del grupo hemosporidos. El género más representativo es Plasmodium, el cual provoca la malaria o paludismo.

## Ciclo de vida
Los hemosporidios tienen ciclos de vida complejos que alternan entre un huésped artrópodo y un vertebrado. Los trofozoitos parasitan eritrocitos u otros tejidos del hospedador vertebrado. Los microgametos y macrogametos siempre se encuentran en la sangre. Los gametos son absorbidos por el insecto vector durante la ingestión de sangre. Los microgametos migran al intestino del insecto y se fusionan con los macrogametos. El macrogameto fertilizado se convierte ahora en un oocineto, que penetra en el cuerpo del vector. El oocineto se transforma a continuación en un ooquiste y se divide inicialmente por meiosis y luego por mitosis (ciclo de vida haploide) para dar lugar a los esporozoitos. Los esporozoitos se liberan del ooquiste y migran a las glándulas salivales del vector, desde donde se inyectan al nuevo huésped vertebrado cuando el insecto lo pica.

## Características distintivas
Plasmodiidae constituye una de las cuatro familias del orden Haemosporida. Tanto Haemoproteidae como Plasmodiidae producen pigmentos. Haemoproteidae y Leucocytozoidae carecen de ciclo asexual en la sangre del huésped. Garniidae produce pigmentos, pero carece de ciclo asexual en la sangre. Los criterios de diagnóstico de Plasmodiidae son:
- Macrogametos y microgamontes se desarrollan de forma independiente.
- Alineamiento de cromosomas ausente.
- El microgametocito produce ocho microgametos flagelados.
- El cigoto es móvil (denominado oocineto).
- El conoide solo está presente en la etapa de oocineto.
- Esporozoitos desnudo en los ooquistes (es decir, sin esporocisto).
- Esporozoitos con tres paredes.
- Heteroxeno: merogonia y gamogonia tiene lugar en el huésped vertebrado, mientras que la fertilización y esporogonia ocurren en el huésped definitivo (un insecto hematófago).
- Producen el pigmento hemozoína.